# Оборона Севастополя (1941—1942)
Оборона Севастополя (02 листопада 1941 — 03 липня 1942) — бойові дії між німецько-румунськими та радянськими військами за місто Севастополь під час Другої світової війни, що тривали 250 днів.

## Передумови
До кінця вересня 1941 року німецькі війська оволоділи Смоленськом і Києвом, блокували Ленінград. На південно-західному напрямку противник також домігся значних успіхів: у битві під Уманню і київському котлі були розбиті основні сили Південно-Західного фронту РККА, була зайнята велика частина України. У середині вересня вийшли на підступи до Криму.
Крим мав стратегічне значення, як один із шляхів до нафтоносних районів Кавказу (через Керченську протоку і Тамань). Крім того, Крим був важливий, як база для авіації і Чорноморського флоту. З втратою Криму радянська авіація втратила б можливості нальотів на нафтові промисли Румунії, які мали надзвичайно важливе стратегічне і військове значення для Німеччини, а німецька авіація змогла б завдавати ударів по цілях на Кавказі. Радянське командування розуміло важливість утримання півострова і зосередило на цьому напрямку значну частину військ, відмовившись від оборони Одеси.

## Положення військ перед початком операції

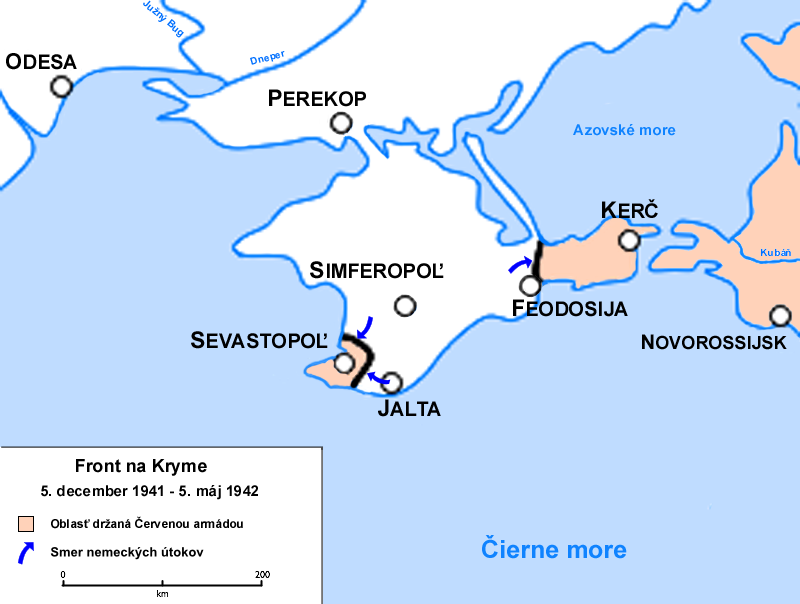
Ситуація на півострові Крим від по

Єдиний надійний наземний шлях до Криму лежав через Перекопський перешийок. У цілому, оборона півострова покладалася на сформовану в серпні 51-шу окрему армію, яка безпосередньо підпорядковується Ставці ВГК, під командуванням генерал-полковника Федора Кузнецова. Північний напрямок прикривали три стрілецькі дивізії: 276-та (командир генерал-майор І. С. Савінов) — Чонгарський півострів і Арабатську стрілку, 156-та (генерал-майор П. В. Черняєв) — Перекопські позиції, 106-та (полковник А. М. Первушин) розтягнулася на 70 кілометрів по південному березі озера Сиваш. Три кавалерійські дивізії — 48-ма (генерал-майор Д. І. Аверкін), 42-га (полковник В. В. Глаголєв) і 40-ва (полк. Ф. Ф. Кудюров), а також 271-ша стрілецька дивізія (полковник М. А. Титов) мали протидесантні завдання. Чотири сформовані в Криму дивізії — 172-га (полковник І. Г. Торопцев), 184-та (полковник В. Н. Абрамов), 320-та (полковник М. В. Виноградов), 321-ша (полковник І. М. Алієв) охороняли узбережжя.
12 вересня передові німецькі частини вийшли до Криму. Командувач 11-ю армією генерал Манштейн ухвалив рішення створити угруповання військ у складі: 54-го армійського корпусу, 3-ї румунської армії і 49 гірського корпусу, знятого з ростовського напрямку, артилерії РГК, інженерних військ і зенітної артилерії. Повітряну підтримку надавали частини 4-го повітряного корпусу люфтваффе.
До середини жовтня рішенням Ставки ВГК з Одеси була перекинута Приморська армія. Таким чином, радянські війська стали налічувати 12 стрілецьких (ймовірно, від двох до чотирьох з них не були остаточно сформовані) і 4 кавалерійські дивізії. Разом з тим, німці змогли виділити для захоплення Криму 11-ту армію в складі 7 піхотних дивізій (з мемуарів Манштейна — шести: 22-ї, 72-ї, 170-ї, 46-ї, 73-ї, 50-ї) і румунського гірського корпусу з двох бригад.

## Севастопольський оборонний район
Севастопольський оборонний район (СОР) до початку німецько-радянської війни не був обладнаний оборонними спорудами із суходолу, проте мав добре продуману оборону з моря. У короткий термін навколо нього із сторони суходолу було створено три лінії оборони, після чого він став одним з найбільш укріплених місць у світі. Споруди СОР включали десятки укріплених гарматних позицій, мінні поля та інше. У систему оборони входили також дві так звані «Броне-баштові батареї» (ББ), або форти, озброєні артилерією великого калібру. Форти броне-баштової батареї-30 (командир — Георгій Александер) і броне-баштової батареї-35 (командир — А. Я. Лещенко) були озброєні гарматами калібру 305 мм. Ці батареї відіграли особливу і вирішальну роль в обороні Севастополя. І тільки після їх знищення за допомогою артилерії надвеликого калібру (600 мм), оборона міста була зломлена.

## Хід бойових дій

### Дії авіації

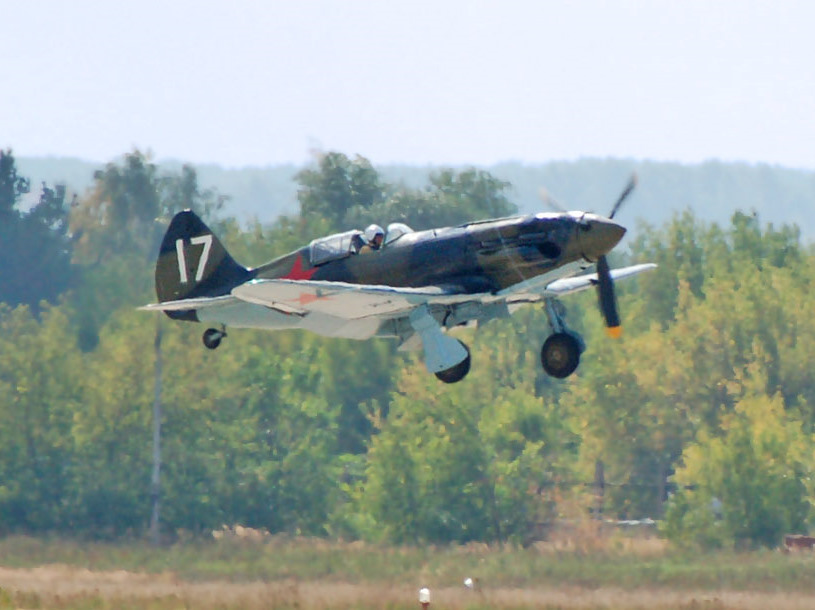
Радянський винищувач МіГ-3

#### ВПС
На 22 червня 1941 року в Криму базувалося кілька частин і підрозділів ВПС Чорноморського флоту, які мали у своєму складі близько 360 літаків різних типів. Щоправда, основна кількість літаків була застарілих типів. Літаків нових типів (МіГ-3) нараховувалося тільки 16 шт., на 20 вересня 1941 року їх нараховувалося вже 28 машин а на 18 жовтня 1941 — 46. Наприкінці 1941 — на початку 1942 року бойовий парк поповнився кількома десятками новими винищувачами типу Як-1. За період боїв за Севастополь і на Керченському півострові радянські ВПС втратили близько 215 літаків всіх типів, при цьому противник втратив близько 70-ти машин.

#### Люфтваффе

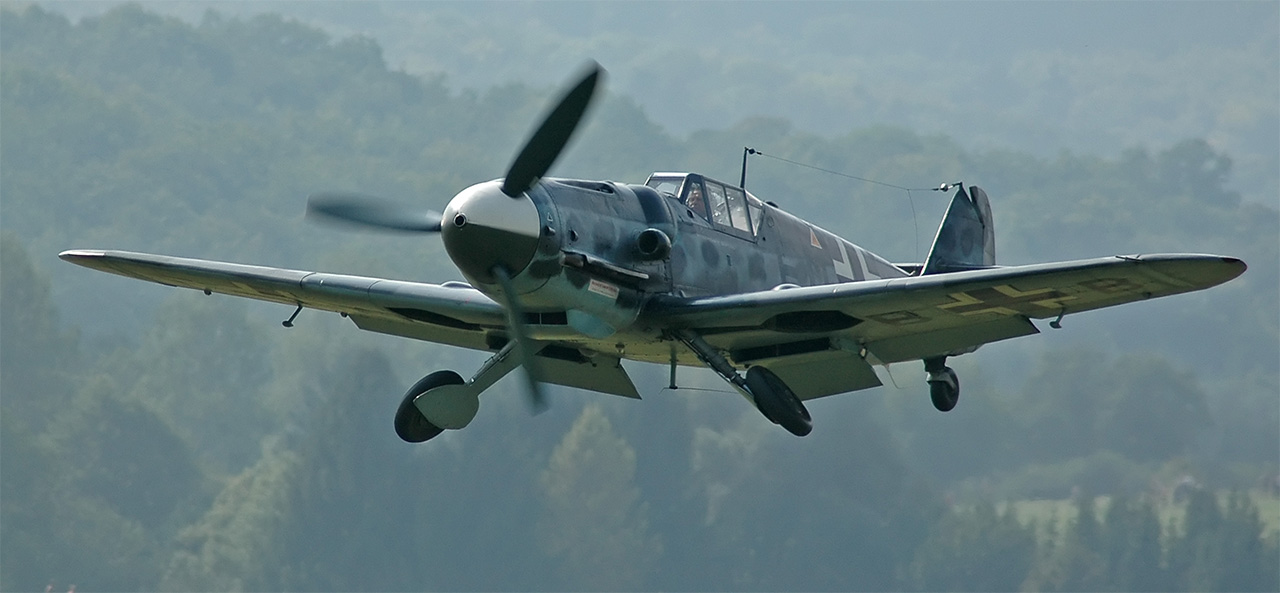
Німецький винищувач Messerschmitt Bf 109

Дії групи армій «Південь» підтримував 4-й флот Люфтваффе, який на початку вторгнення в СРСР складався з двох авіакорпусів — IV та V, загальним числом близько 750 літаків усіх типів. Взимку 1941 V авіакорпус зі складу флоту був переведений на середземноморський театр. На початку травня 1942 для підтримки наступу проти керченської угруповання радянських військ до Криму перекинутий VIII авіакорпус люфтваффе під командуванням В. фон Ріхтгоффена, спеціально призначений для підтримки важливих наземних операцій (Див. Операція «Полювання на дрохв»). Після завершення боїв на Керченському півострові VIII корпус перекинутий під Севастополь. З початком активного наступу, Севастополь піддавався масованим авіаударам: у середньому літаки люфтваффе здійснювали 600 бойових вильотів на день. Було скинуто близько 2,5 тис. тонн фугасних бомб, у тому числі великих калібрів — до 1000 кг.

### Перший штурм
У жовтні 1941 року німецькі війська увірвалися до Криму. 30 жовтня вони вийшли на далекі підступи до міста.
У радянській історіографії першим штурмом Севастополя прийнято вважати спроби німецьких військ з ходу захопити місто протягом 30 жовтня — 21 листопада 1941 року. Іноземні, в першу чергу німецькі історики, навпаки, не надавали їм великого значення, не виділяючи ці атаки в окрему фазу битви.
З 30 жовтня по 11 листопада велися бої на далеких підступах до Севастополя, і тільки з 2 листопада почалися атаки зовнішнього кордону оборони міста. На цей час сухопутних частин у місті не залишалося, захист здійснювався силами морської піхоти Чорноморського флоту, береговими батареями, окремими (навчальними, артилерійськими, зенітними) підрозділами при вогневій підтримці кораблів. Щоправда, і в німців до міста вийшли тільки передові загони армії. Одночасно в місто відходили частини розсіяних радянських військ. Радянське військове угруповання в Севастополі налічувало спочатку близько 20 тисяч осіб. 
У кінці жовтня Ставка ВГК вирішила посилити гарнізон Севастополя силами Приморської армії (командувач — генерал-майор І. Ю. Петров), яка до тих пір захищала Одесу. 16 жовтня оборона Одеси була припинена і Приморська армія була морем перекинута до Севастополя. Сили підкріплення склали близько 36 тисяч чоловік (за німецькими даними — понад 80 тисяч), близько 500 гармат, 20 тисяч тонн боєприпасів, танки та інші види озброєнь і матеріалів. Таким чином, до середини листопада гарнізон Севастополя вже налічував, — за радянськими даними, — близько 55 тисяч осіб.
9-10 листопада вермахту вдалося повністю оточити фортецю із суші, проте протягом листопада 1941 року до своїх пробивалися окремі військові угрупування, зокрема, частини 184-ї стрілецької дивізії НКВС, що прикривала відхід 51-ї армії.
11 листопада з підходом основного угруповання 11-ї армії вермахту зав'язалися бої по всьому периметру. Протягом 10 днів наступаючому противнику вдалося трохи вклинитися в передову смугу оборони міста, після чого в битві настала пауза.

### Керченський десант
(26 грудня 1941 — 15 травня 1942 року).
26 грудня 1941 року радянське командування зробило спробу стратегічного наступу в Криму силами трьох армій (44-та, 47-ма і 51-ша) за підтримки Чорноморського флоту і Азовської флотилії, відомого як «Керченський десант». Незважаючи на перші успіхи, операція закінчилася невдало: в кінці травня 1942 війська осі розгромили радянські армії, взявши в полон основні сили десанту на Керченському півострові, близько 170 000 чоловік, після чого розпочався третій штурм Севастополя.

### Десант у Євпаторії
(5 — 7 січня 1942 року).
5 січня 1942 року Чорноморський флот здійснив висадку десанту в порту Євпаторії силами одного батальйону морської піхоти (командир — капітан-лейтенант К. Г. Бузинов) за підтримки корабельної артилерії. Одночасно в місті спалахнуло повстання, в якому брала участь частина населення міста і прибулі на допомогу партизани. На першому етапі операція йшла успішно, невеликий гарнізон, який складався з сил охорони і румунського артилерійського полку берегової охорони, був вибитий з міста. Проте незабаром німці підтягнули резерви (105 пп). У важких вуличних боях противнику вдалося взяти гору. 7 січня бій в Євпаторії був закінчений. Сили десанту частково загинули в нерівному бою, частково потрапили у полон.

### Другий штурм

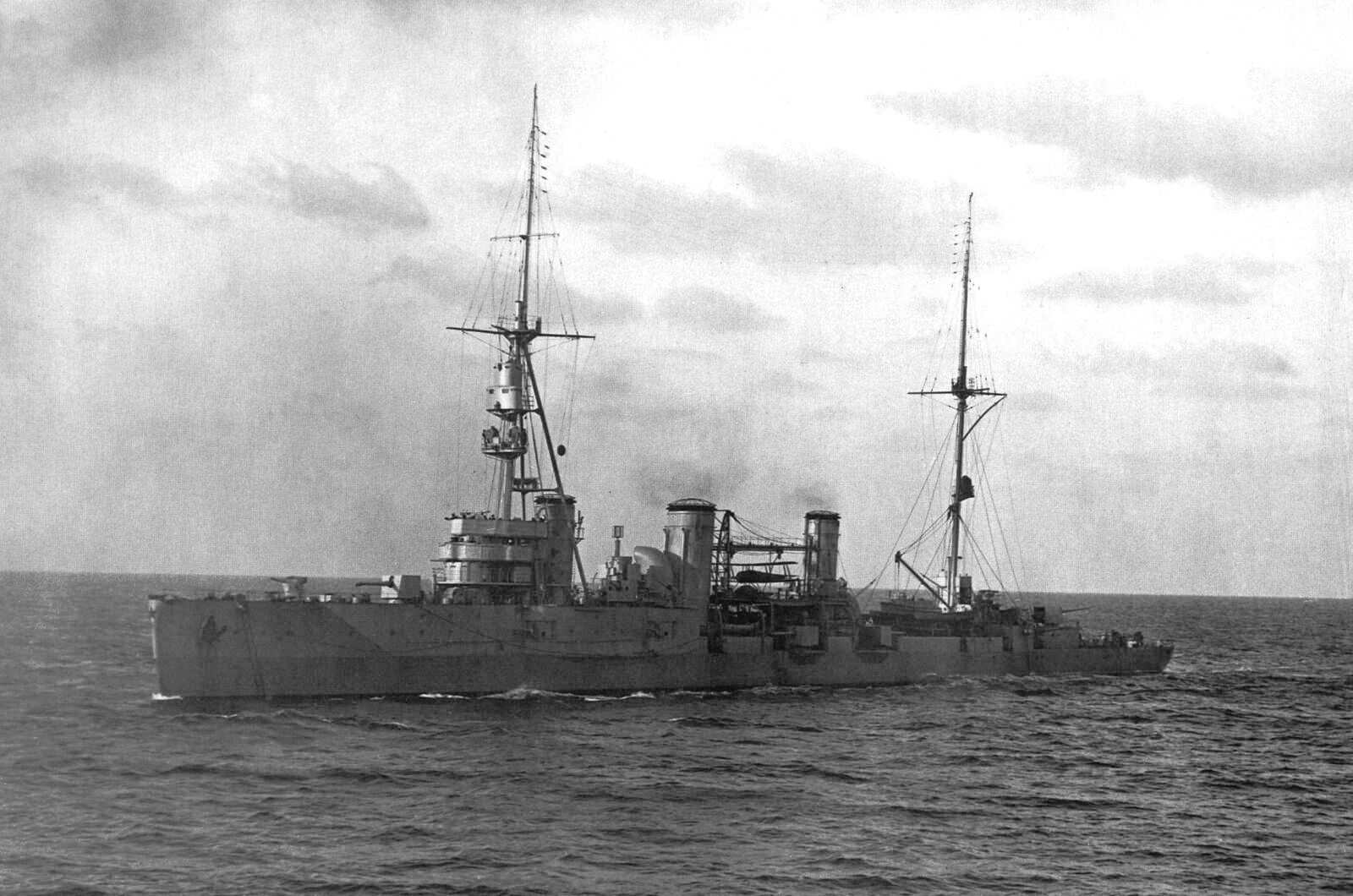
Легкий крейсер «Червона Україна» потоплений 12 листопада 1941 року

Оборона Севастополя із суші опиралася на ряд великих довготривалих споруд (артилерійських фортів). Для руйнування фортів німці застосували облогову артилерію великих калібрів. Всього на периметрі 22 км було розташовано понад 200 батарей важкої артилерії. Більшість батарей складалося зі звичайної польової артилерії великих калібрів, включаючи важкі гаубиці 210, 300 і 350 мм, що збереглися з часів Першої світової війни. Були також застосовані надважкі облогові гармати:
- гаубиця «Gamma Mörser» — 420 мм;
- 2 самохідних мортири «Karl» («Тор» і «Одін») — 600 мм;
- супергармата «Дора» — 800 мм

Під Севастополем у перший і останній раз було використано надважку 800-мм гармату класу «Дора». Гармата загальною масою понад 1300 тонн була таємно доставлена з Німеччини і секретно розміщена в спеціальному укритті, яке було вирубане в скельному масиві. Гармата вступила в дію на початку червня і випустила, в загальній складності, більше п'ятдесяти 7-тонних снарядів. Вогонь «Дори» спрямовали проти фортів ББ-30, ББ-35, а також підземних складів боєприпасів, розташованих в скельних масивах. Як з'ясувалося пізніше, один зі снарядів пробив скельний масив товщиною 30 м. За даними радянської сторони ефективність «Дори» була надзвичайно низькою, через низьку точність пострілів (похибка попадання становила іноді 500—800 м). І тільки за допомогою численних залпів мортир «Karl», з відстані 3,5 км, противнику вдалося знищити форт ББ-30 капітана Георгія Александера.
Проти менш укріплених ДОТів і ДЗОТів широко застосовувалися зенітні 88-мм гармати, і скорострільні зенітні установки 20-мм та 37-мм, які вели вогонь прямою наводкою.

### Третій (останній) штурм

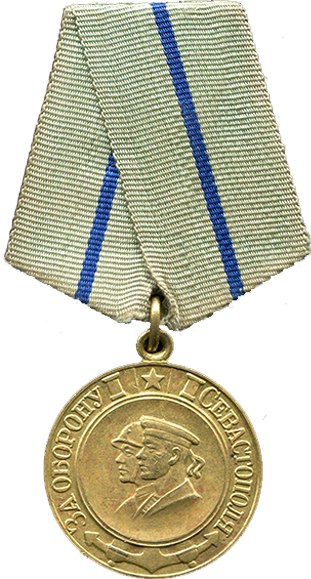
Медаль «За оборону Севастополя»

Штурм почався 7 червня. Запеклі бої і контратаки захисників тривали більше тижня. У атакуючих німецьких ротах залишилося, в середньому по 25 чоловік. Перелом настав 17 червня: На південній ділянці атакуючі зайняли позицію, відому як «орлине гніздо» і вийшли до підніжжя Сапун-гори. На північній ділянці був захоплений форт «Сталін» та підніжжя Мекензієвих висот. Цього дня впало ще кілька фортів, включаючи і знаменитий «Максим Горький-1» (ББ-30).

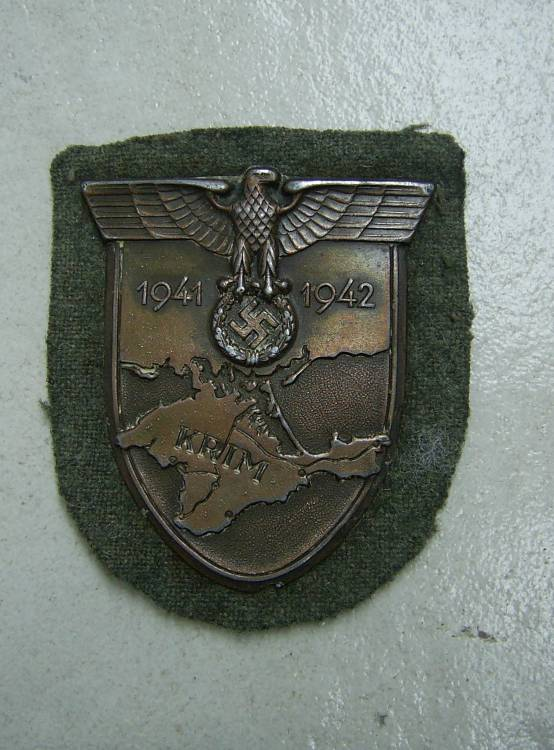
Німецький нарукавний знак «Кримський щит»

З цього моменту німецька артилерія могла обстрілювати Північну бухту і підвезення підкріплення та боєприпасів стало неможливим. 18 червня війська Приморської армії в районі Севастополя відбивали безупинні атаки противника і завдали йому значних втрат, однак ворожим військам після запеклих боїв та значних втрат вдалося прорватися до Північної бухти, Інкерману, Сапун-гори. Проте внутрішнє кільце оборони ще збереглося і лобовий штурм не віщував німцям нічого доброго. Манштейн вирішив атакувати внутрішнє кільце не в лоб з південного сходу, а у фланг з півночі, для чого потрібно було переправитися через Північну бухту. Південний берег бухти мав сильні укріплення, тому десант був практично неможливим, саме тому Манштейн вирішив зробити ставку на несподіванку. У ніч з 28-го на 29-те червня без артилерійської підготовки передові частини 30-го корпусу на надувних човнах таємно переправилися через бухту і раптово атакували. 30 червня впав Малахів курган. На цей час у захисників Севастополя стали закінчуватися боєприпаси, адже останнє поповнення надійшло в Севастополь 26 червня — 142-га стрілецька бригада, боєприпаси та продовольство у невеликій кількості доставлялося підводними човнами.

### Евакуація
У зв'язку із загрозливою ситуацією командувач обороною віце-адмірал Октябрський попросив у Ставки ВГК дозвіл на евакуацію «200-300 осіб відповідальних працівників, командирів на Кавказ», включаючи себе, хоча це й суперечило флотським традиціям. План евакуації передбачав вивезення тільки вищого і старшого командного складу армії і флоту, партійного активу міста, евакуація решти військовослужбовців, зокрема поранених, не передбачалася. Дізнавшись про наміри командування залишити розташування військ, скупчені на аеродромі воїни зчинили галас, стали безладно стріляти в повітря. Однак їм збрехали, що командування відлітає, аби організувати евакуацію захисників Севастополя. У підсумку близько 700 осіб начальницького складу були вивезені підводними човнами. Ще близько тисячі змогли піти на легких плавзасобах Чорноморського флоту. Залишки Приморської армії, кинуті вищим командуванням напризволяще, відійшли на мис Херсонес, де чинили опір ще 3 дні, а окремі підрозділи оборонялися до 13 липня.
Німецький генерал Курт Тіппельскірх заявив про захоплення на мисі Херсонес 100 тис. полонених, 622 гармат, 26 танків і 141 літаків, проте за радянським архівними даними число полонених не перевищувала 78 230 чоловік, а захоплення авіаційної техніки не було: літаки які залишалися в строю на момент 3-го штурму були частково передислоковані на Кавказ, частково скинуті в море і затоплені. У період з 1 по 10 липня 1942 року з Севастополя всіма видами транспортних засобів було евакуйовано 1726 солдатів Севастопольського оборонного району, інші захисники міста або загинули, або потрапили в полон.
За взяття Севастополя командувач 11-ю армією Е. фон Манштейн отримав звання фельдмаршала, а весь особовий склад армії — спеціальний нарукавний знак «Кримський щит».
3 липня 1942 Радінформбюро повідомило про втрату Севастополя:

Радянські війська залишили місто, але оборона Севастополя увійде в історію Вітчизняної війни Радянського Союзу як одна з найяскравіших її сторінок. Севастопольці збагатили славні бойові традиції народів СРСР. Безмежна мужність, лють у боротьбі з ворогом і самовідданість захисників Севастополя надихають радянських патріотів на подальші героїчні подвиги в боротьбі проти ненависних окупантів.
— Повідомлення Радянського Інформбюро від 3 липня 1942

## Висновки
Оборона Севастополя, яка тривала упродовж 243 днів, показала звитягу захисників міста і бездарність вищого командування країни і армії. Неодноразові штурми міста були відбиті зі значними втратами для німецьких і румунських військ, але загальні тільки бойові втрати радянських війсь майже в 5-6 разів перевершили втрати противника. Поразка радянських військ Кримського фронту на Керченському півострові дала змогу німецьким військам здійснити вирішальний наступ та прорвати оборону Севастополя, а втрата Криму в цілому — полегшила наступ військ противника на Кавказ.
22 грудня 1942 року указом Президії Верховної Ради СРСР була введена Медаль «За оборону Севастополя», якою було нагороджено 52 540 радянських солдатів і офіцерів.

## Фотоархів

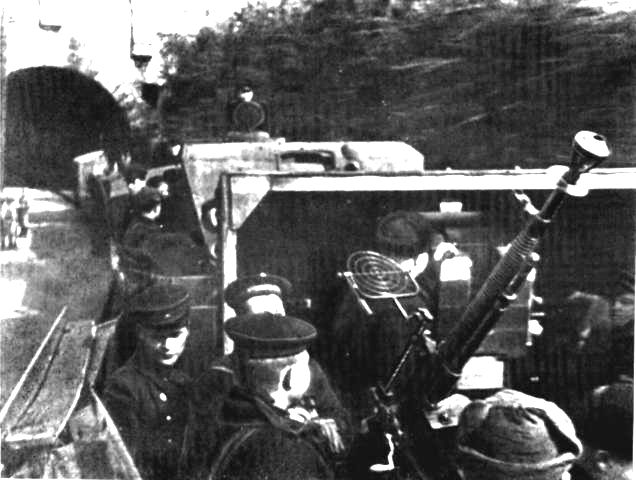
Бронепоїзд «Желєзняков» (відомий як «Зелений привид»). Севастополь. 1942
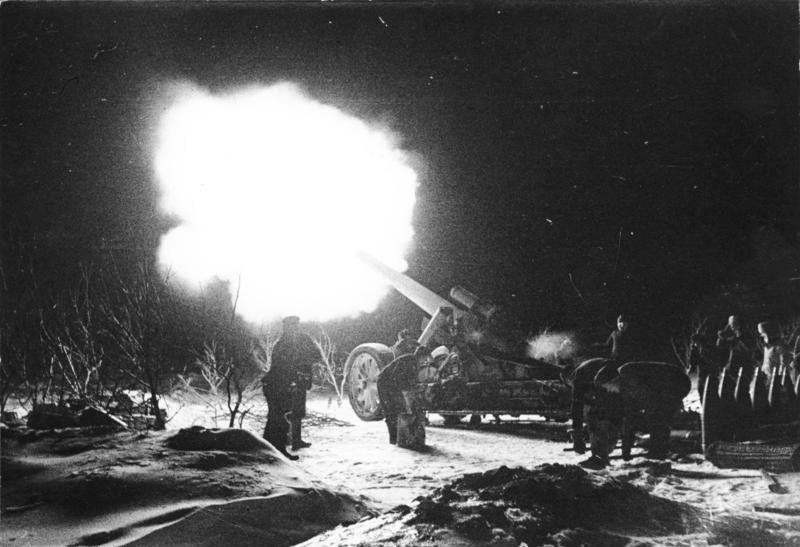
Севастополь 1942 рік. Нічний гарматний залп.
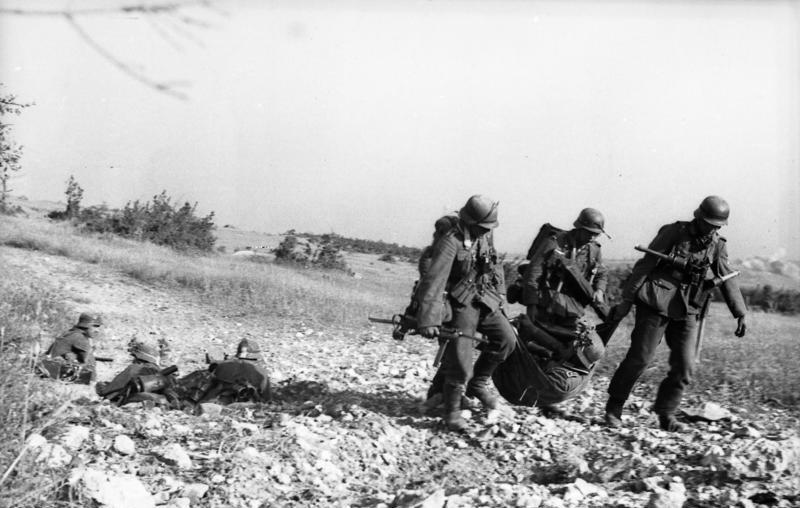
Німецькі поранені солдати
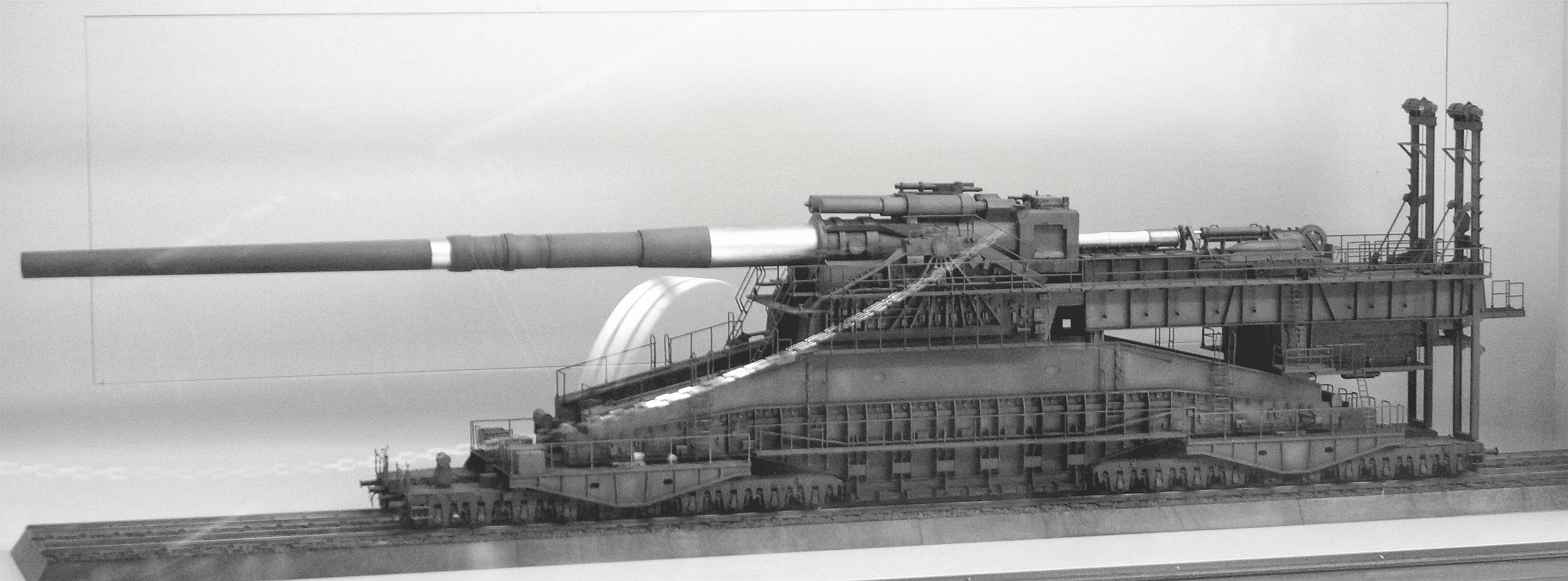
Модель 800-мм залізничної гармати Дора. Музей Overloon
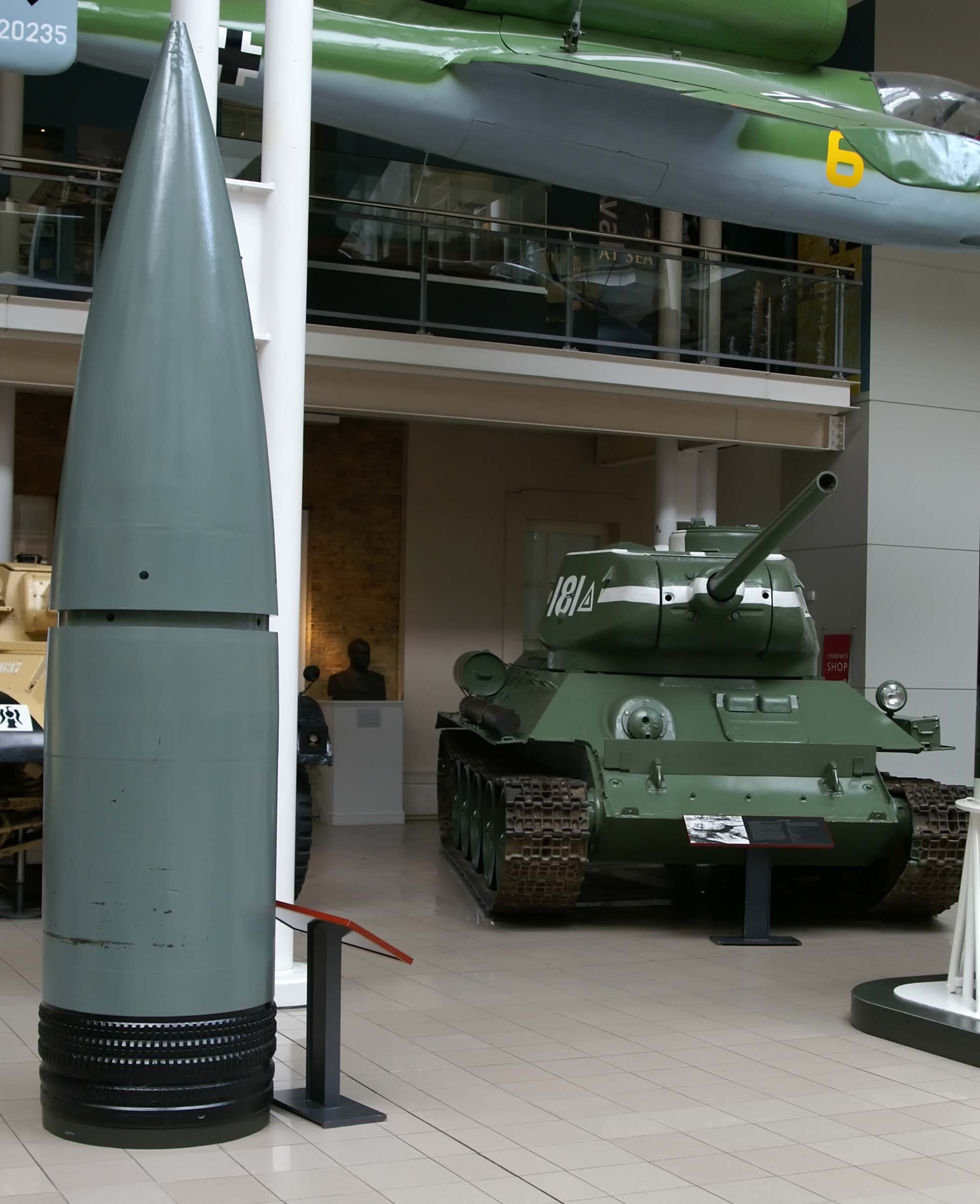
Снаряд для гармати Дора. Поруч радянський танк Т-34
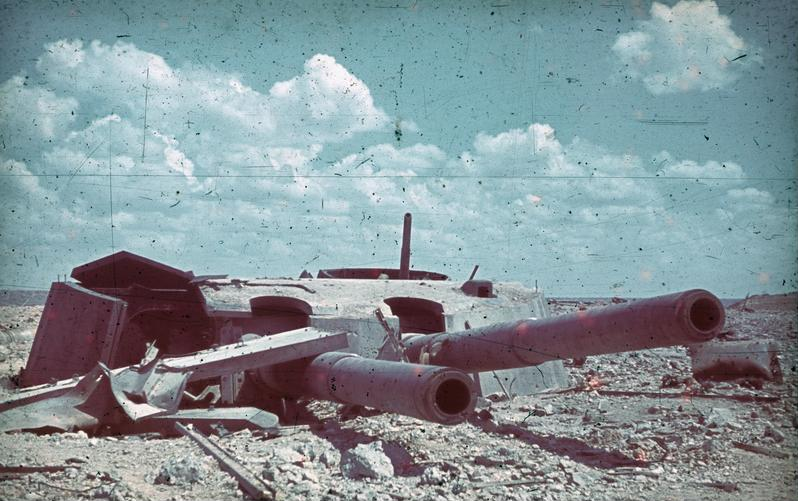
Зруйновані башти батареї ББ-30. Башта № 2
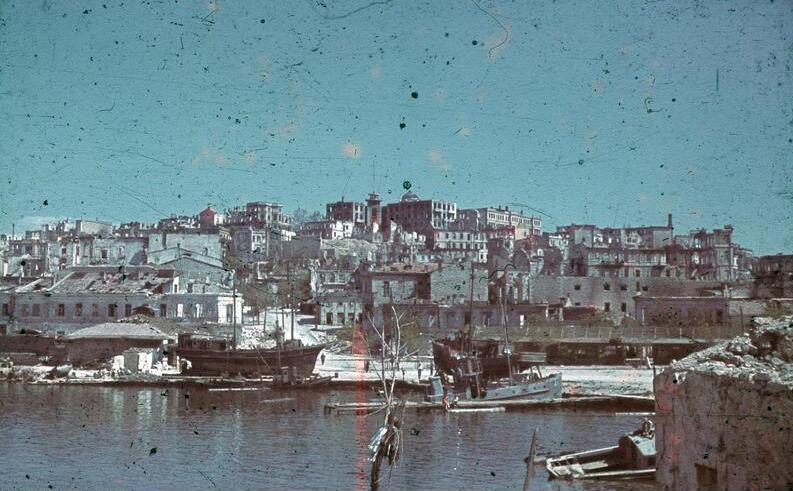
Севастополь, зруйнований порт. Липень, 1942 року
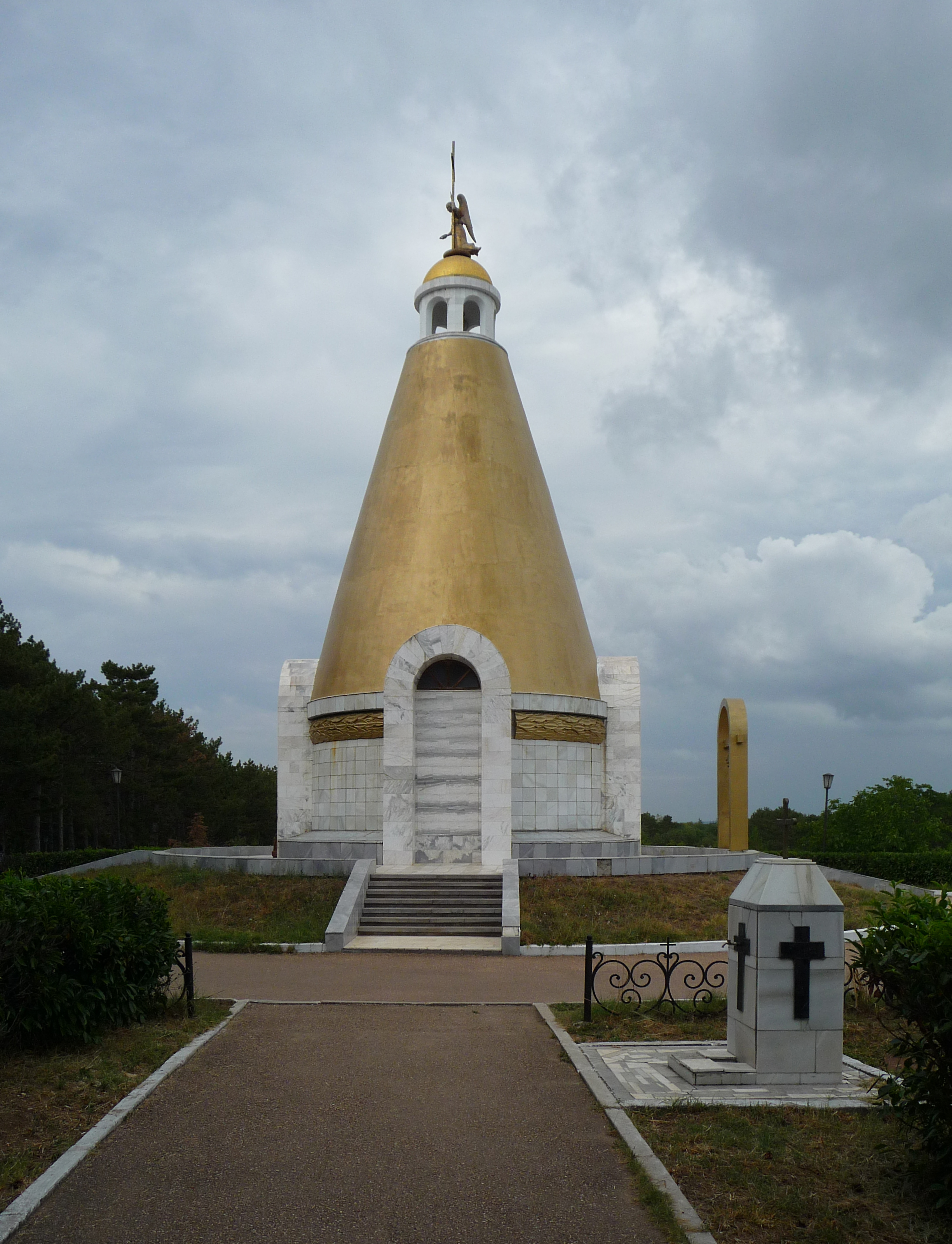
Церква Святого Георгія. Споруджена на пам'ять про тих хто загинув. Меморіальний комплекс на Сапун-горі.

## У мистецтві
- Три доби після безсмертя (фільм, 1963)
- Море у вогні (фільм, 1970)

## Мемуари
- Манштейн Е. Втрачені перемоги / Склав С. Переслегін, Р. Ісмаїлов. — М. : АСТ, 1999. — 896 с. — (Військово-історична бібліотека) — ISBN 9785170332601. (рос.)